# Jaroszlavl
Jaroszlavl (oroszul: Ярославль) város Oroszországban, Moszkvától 250 km-re (vonattal 282 km-re) északkeletre, a Volga és a Kotoroszl folyók találkozásánál; a Jaroszlavli terület központja. A legrégibb Volga-parti város, egyike a Moszkva körüli ún. Aranygyűrűt alkotó ősi, műemlékekben gazdag városoknak. Történelmi városközpontját 2005-ben felvették az UNESCO világörökség listájára.
Lakossága: 605 200 fő (2005); 591 486 fő (a 2010. évi népszámláláskor).

## Történeti áttekintés
A város alapjait Bölcs Jaroszláv (Rosztov, majd Velikij Novgorod ura, 1019-1054 között kijevi  fejedelem) vetette meg, aki 1010 körül a Kotoroszl folyó torkolatánál várat építtetett. A hagyomány szerint a fejedelem ezen a helyen ölt meg egy medvét, így került a város címerébe a szekercét tartó álló medve.
A vár első írásos említése 1071-ből való. 1218-tól önálló fejedelemségi székhely, húsz évvel később a mongolok felégették, később újra feldúlták, a 14. században többször is tűzvész pusztította. 1463-ban a Moszkvai nagyfejedelemség része lett. A 16. századra a vár körül népes kereskedelmi település és több szabadfalu alakult ki. 1612-ben itt gyűjtött erőt a Moszkva felszabadítására induló népfölkelő sereg, Jaroszlavl négy hónapig gyakorlatilag főváros volt. A 17. századra a város gazdag kereskedelmi központ, a hagyományos volgai víziút és Arhangelszk – az orosz állam egyetlen tengeri kikötője – felé vezető kereskedelmi útvonal fontos állomása. Ez a század a jaroszlavli építő- és díszítőművészet aranykora volt, ekkor épült a ma is álló egyházi épületek többsége.
A 18. században jelentős átalakulás kezdődött: a kereskedelem visszaesett, de a városban megjelentek és fejlődésnek indultak a manufaktúrák, köztük az I. Péter engedélyével alapított nagy textilmanufaktúra. II. Katalin cárnő rendeletére több oroszországi városban, így Jaroszlavlban is városrendezési tervet készítettek. A század utolsó negyedétől nagyarányú építkezések folytak, a városkép fokozatosan átalakult. A város 1777-ben a tájegység közigazgatási központja, húsz évvel később a Jaroszlavli kormányzóság székhelye lett. 1803-ban megnyílt az első felsőfokú oktatási intézmény. 1825-1835 között a Volga mentén rakpart épült, 1870-ben megindult Moszkva és Jaroszlavl között a vasúti közlekedés. A 19. század legvégén a városban 57 gyár vagy üzem működött, köztük gyufa- és dohánygyár, papírgyártó manufaktúra és több textilgyár.
A szovjet időszakban Jaroszlavl nagy nehézipari központtá alakult, és teherkikötője is gyorsan fejlődött, hiszen sokáig Moszkva Volga-parti kikötőjéül szolgált. A városépítésben a többi szovjet városhoz hasonlóan házgyári lakótelepek építése és ún. mikrorajonok kialakítása volt a jellemző, de a központban megőrződött az évszázadok alatt kialakult városszerkezet és a város híres templomépületeinek többsége.

## A világörökség része
Jaroszlavl legrégibb műemlékegyüttese a 12. században alapított  Szpaszo-Preobrazsenszkij-(Megváltó színeváltozása)-kolostor, közepén az azonos nevű székesegyházzal. A katedrális egy 13. századbeli híres, de 1501-ben leégett templom helyén épült 1506-1516 között. A kolostort bástyákkal erősített vastag fal övezi, területén a 16. századból egy további templom a refektóriummal, a Szvjatije vorota (Szentkapu, 1516), a harangtorony (19. századi tetőzettel) és a volt szerzetesi cellák épülete található. 1788-ban a kolostor könyvtárában őrzött sok ezer régi könyv közül került elő másolatban az  óorosz irodalom alapvető alkotása, az Igor-ének.
A 17. századi jaroszlavli templomépítészetet a dekoratív elemek gazdagsága, különösen az öntött színes kerámialapok alkalmazása jellemzi. A vöröstégla épületeket a párkányokon körbefutó, ajtó- és ablakkereteket kívülről szegélyező, a kupoladobokat is elborító élénk színű kerámiasorok díszítik. Ennek különféle változatai láthatók többek között a Bogojavlenyije-( Vízkereszt-, 1684-1693), az Ioann Zlatouszt-(Aranyszájú Szent János-, 1649-1654) és a Nyikola Mokrij-templomokon (1665-1672). Az épületek legbecsesebb díszei a freskók. A tolcskovi Ioanna Predtecsi-(Keresztelő Szent János-) templom és különösen a főtéren álló Ilji proroka-(Illés próféta-, 1647-1650) templom fedett tornácainak (galériáinak) a teljes falfelületet elborító freskói csodálatot keltenek, korabeli ikonosztázaikkal együtt az orosz művészet legszebb alkotásai közé tartoznak.
A történelmi városmag a Volga és a Kotoroszl folyó között emelkedő földnyelven alakult ki.
Az 1778-ban elfogadott városrendezési terv a régi, középkori városszerkezetre épült. Megtartották a főtérről az egykori városkapukhoz vezető utcákat, de magát a várfalat lebontották (csak két őrtornyát, az 1660-as évekből való Znamenszkaja és Volgai tornyot hagyták meg), helyén 1820-1821-ben körút létesült (ma: Pervomajszkij körút). Klasszicista stílusú lakó- és középületek, kormányzósági paloták sora épült, ezek egy része ma is áll, így a városháza épülete, a líceum (1788), a Kadetiskola épületegyüttese (Kadetszkij korpusz, 1798-1828), a Kormányzói palota (Gubernatorszkij dom, 1820-as évek). A kereskedőnegyed épületegyütteséből (Gosztyinij dvor, 1813-1818) egy klasszicista oszlopsoros épületrész és a rotonda maradt fenn.

## Gazdaság
Az iparnak is évszázados hagyományai vannak, de város csak a szovjet időszakban, különösen a második világháborút követően vált nagy ipari központtá. Jaroszlavlban készült az első szovjet gyártmányú nagy raksúlyú gépkocsi, az első szovjet dömper, trolibusz és dízelmotor. Főbb iparágak: kőolaj-feldolgozás, vegyipar, festékgyártás, dízel- és elektromotorok, szerszámgépek, gumiabroncsok gyártása, hajók és vasúti járművek gyártása, javítása; könnyűipar: textilipar, dohánygyár, fafeldolgozás, építőanyag- és élelmiszeripar. Néhány nagy múltú, országos jelentőségű termelővállalat:
- Avtogyizel Rt.,  az egyik óriás vállalatcsoport tagja. Fő profilja a dízelmotorok gyártása. Az 1916-ban alapított jaroszlavli Lebegyev Rt. az ország első autógyára volt. A szovjet időszakban előbb különféle járműveket készített, majd profilt váltott, 1958-ban tért át a dízelmotorok gyártására traktorok, tehergépkocsik számára. 1970-ben vette fel az Avtogyizel nevet. A vállalat dízelmotorjaival szerelt Kamaz tehergépkocsik a Dakar-ralin több alkalommal első díjat is nyertek.
- Szlavnyefty-Janosz, (Jaroszlavnyeftyeorgszintyez), az egyik olajipari holding leányvállalata. Az északi régió legnagyobb kőolaj-feldolgozó gyára, olajfinomítás, kőolajszármazékok gyártása. A termelés 1961-ben kezdődött, 1976-ban több helyi olajipari gyár összevonásával jött létre az 1996-ban részvénytársasággá alakult mai nagyvállalat. Jelenleg évente 15 millió tonna nyersolajat dolgoznak fel.
- Lakokraszka Rt., az ország egyik legnagyobb műgyanta-, lakk- és festékgyára. A város első festékgyártó üzemét Vahramejev kereskedő alapította 1838-ban, ma ez a gyár is része az Rt.-nek. A jelenleg közel 250 féle terméket gyártó nagyvállalat legnagyobb megrendelői az oroszországi autógyárak és az  építőipar.
- Jaroszlavli gumiabroncsgyár, egy országos holding egyik tagja. Az ország első számú kerékabroncs gyára, itt készítettek először szintetikus gépkocsigumit. A gépkocsik mellett elsőként fejlesztették ki és kezdték gyártani a repülőgépeknél használatos különleges gumiabroncsokat.
- Krasznij Perekop, textilkombinát, fő profilja az iparban, például a gumiabroncsoknál használatos anyagok előállítása. I. Péter cár engedélyével két helyi kereskedő alapította a város első nagy textil-manufaktúráját (lenfonót és szövödét) 1722-ben. A mai gyár jelenleg is az eredeti, Kotoroszl-parti épületben működik.

## Oktatási, kulturális intézmények

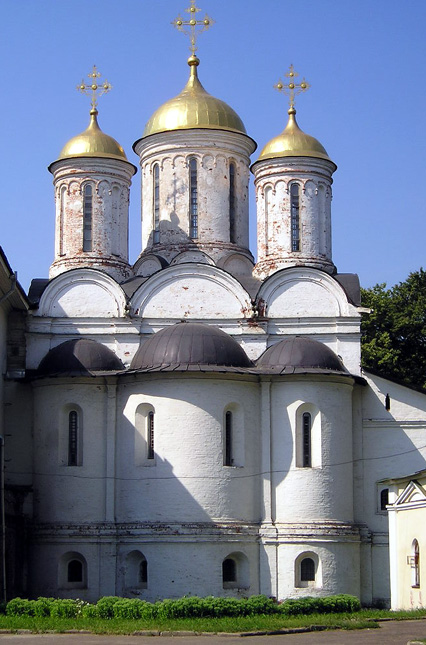
A Szpaszo-Preobrazsenszkij-székesegyház, 1506-1516.

1750-ben F. G. Volkov Jaroszlavlban alakította meg az első nyilvános oroszországi színházat. Együttesét hamarosan a cári udvarba szólították, a városnak csak később lett állandó színháza. Jelenlegi dekoratív, eklektikus homlokzatú épülete 1911-ben készült el.
A városban ifjúsági színház, koncertterem, cirkusz működik.
1784-ben alapították az első nyomdát, két év múlva itt adták ki az ország első vidéki folyóiratát. Jelenleg mintegy 40 napi- és hetilap, folyóirat jelenik meg havonta.
A város leghíresebb látnivalói és kulturális értékei a 16-17. századi templomai. Egy részük a Jaroszlavli Építészettörténeti Múzeumhoz tartozik, mely maga is a Szpaszo-Preobrazsenszkij-kolostor épületeiben kapott helyet. Az egykori Kormányzói palota a Szépművészeti Múzeumnak ad otthont. A Régi orosz művészeti- és díszítőművészeti múzeum (a volt Metropolita palotában, 1680-as évek) legértékesebb darabjai a 13-15. századból való ikonosztázok, ikonok. A város közelében van Nyekraszov múzeuma, az egykori falusi kúriában, ahol a nagy orosz költő gyakran tartózkodott.
Jaroszlavl első felsőfokú iskoláját Pavel Gyemidov alapította 1803-ban, mely később jogi líceumként működött. 1918-ban állami egyetemmé alakították, de 1924-ben bezárták. A mai, Gyemidovról elnevezett egyetemet 1970-ben nyitották meg a városközpont egyik régi épületében, jelenleg kilenc tanszékkel működik. Gyemidovnak 1844-ben emlékoszlopot emeltek. A szovjet hatóságok által leromboltatott emlékoszlopot 2005-ben újra felállították.
További felsőoktatási intézmények: orvosi akadémia, mezőgazdasági akadémia,Usinszkij pedagógiai egyetem, műszaki egyetem, színházművészeti főiskola, rakéta-légelhárító főiskola, nemzetközi üzleti és modern technológiai főiskola.

## Kerületek

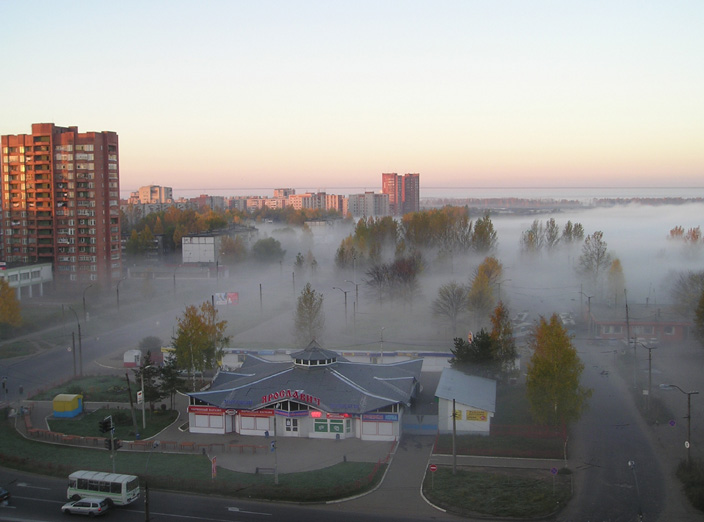
Mikrorajon (Bragino)

A város lakossága a 20. század második felében folyamatosan növekedett, 1992 óta lassan csökken. Lélekszáma 2005. január elején 605 200 fő volt.
Polgármester (mer) 1991 óta: Voloncsunasz Viktor Vlagyimirovics.
A város hat kerületből áll, ezek többsége nagyobb lakónegyedekre, ún. mikrorajonokra oszlik.
- A Kirovszkij (625000 fő) és a Leninszkij (68100 fő) kerület – a város adminisztratív, kulturális, pénzügyi központja. Itt áll a legtöbb műemlék épület, köztük a Megváltó-kolostor, melyet tévesen kremlnek is neveznek.
- Krasznoperekopszkij kerület (639000 fő) – az egyik legrégibb városrész, a Kotoroszl folyó túlsó partján. Hagyományosan ipari negyed, közel 1000 vállalat telephelyével, itt működik az olajfinomító is.
- Frunzenszkij kerület (123500 fő) – 1975-ben kezdték kiépíteni, szintén a Kotoroszl túlsó partján
- Dzerzsinszkij kerület (169600 fő) – a legfiatalabb kerület, 1979 óta folyamatosan épül, eddig tíz mikrorajonja készült el
- Zavolzsszkij kerület (117600 fő) – a Volga bal partja mentén húzódó terület sok kertes házzal, falusi jellegű utcákkal

## Közlekedés
Repülőtér, folyami kikötő. Rendszeres hajójáratok a Volgán.
A városnak két pályaudvara van, a Főpályaudvar a Transzszibériai vasútvonal történelmi északi vonalának egyik állomása. Jelenleg az Oroszország expressz nem itt, hanem Nyizsnyij Novgorodnál keresztezi a Volgát. A Volgán vasúti híd (1903) és egy közúti híd vezet át, a második közúti híd jelenleg épül. A városi úthálózat fejlett: autóbusz, trolibusz, villamos.

## Éghajlat
| Hónap                         | Jan.  | Feb.  | Már. | Ápr. | Máj. | Jún. | Júl. | Aug. | Szep. | Okt. | Nov. | Dec.  | Év   |
| ----------------------------- | ----- | ----- | ---- | ---- | ---- | ---- | ---- | ---- | ----- | ---- | ---- | ----- | ---- |
| Átlagos max. hőmérséklet (°C) | −8,2  | −5,8  | 0,1  | 9,0  | 17,8 | 21,4 | 23,3 | 21,5 | 14,9  | 7,2  | −0,2 | −5,2  | 8,1  |
| Átlaghőmérséklet (°C)         | −12,0 | −10,0 | −4,3 | 4,5  | 12,0 | 15,8 | 17,9 | 16,1 | 10,4  | 4,1  | −2,7 | −8,4  | 3,7  |
| Átlagos min. hőmérséklet (°C) | −15,8 | −14,2 | −8,6 | 0,0  | 6,2  | 10,1 | 12,5 | 10,7 | 5,9   | 0,9  | −5,2 | −11,6 | −0,7 |
| Átl. csapadékmennyiség (mm)   | 37    | 27    | 26   | 40   | 52   | 65   | 84   | 64   | 55    | 52   | 46   | 43    | 591  |
| Forrás:                       |       |       |      |      |      |      |      |      |       |      |      |       |      |

## A város és környéke szülöttei
- Alekszandr Jakovlev (1923, Jaroszlavl melletti faluban –2005) politikus, Mihail Gorbacsov tanácsadója
- Bonyifatyij Kedrov (1903–1985), orosz filozófus, tudománytörténész, fizikokémikus, a Magyar Tudományos Akadémia tiszteleti tagja
- Alekszandr Ljapunov (1857–1918) fizikus, matematikus
- Szegej Ljapunov (1859–1924) zeneszerző, zongoraművész
- Jurij Ljubimov (1917–2014) színész, rendező
- Makszim Taraszov (1970), olimpiai és világbajnok orosz atléta, rúdugró
- Fjodor Tolbuhin (1884, Jaroszlavli terület –1949) a Szovjetunió marsallja
- Valentyina Tyereskova (szül. 1937, Jaroszlavl melletti faluban) az első női űrhajós (1965-ben)

## Jaroszlavl testvérvárosai
- Jyväskylä Finnország
- Poitiers Franciaország
- Coimbra Portugália
- Kassel Németország
- Burlington USA
- Exeter Anglia
- Hanau Németország